# 千葉公園体育館
千葉公園体育館（ちばこうえんたいいくかん）は、千葉県千葉市中央区弁天に所在した体育館。

## 概要
本体育館は、1946年から始まった千葉市の戦災復興都市計画事業の一環として計画された千葉公園整備計画の中に組み込まれて建設が決定した。先行して整備された陸上競技場（1985年廃止）などより遅れて1956年1月に竣工を見た。但し、完成当初は千葉県が施設の運営を担当していたため県立体育館に位置付けられており、千葉市に本体育館の運営が移譲されたのは1972年になってからである。
開業後の本体育館は、1956年4月の千葉県吹奏楽連盟旗揚げ演奏会の会場となった。また、力道山時代からプロレス興行がよく打たれており、かつては千葉県内のプロレス興行のメインであった。
格闘技では他にプロボクシングやキックボクシングの試合も行われた。
またバレーボールの『全日本9人制バレーボールクラブカップ女子選手権大会』（平成28年度）の会場として使用された。
本施設は老朽化により廃止となり、新しい体育館がTIPSTAR DOME CHIBA隣接地（旧千葉競輪場跡地）に整備され、2021年1月に着工。2023年春に供用開始とされた。新体育館の開業の後、旧千葉公園体育館は解体される予定で2023年4月に千葉市より解体工事業者入札公告が告示された。